# Stadion MOSiR w Bielsku Podlaskim
Stadion MOSiR w Bielsku Podlaskim – stadion piłkarski, na którym swoje spotkania ligowe rozgrywa Tur Bielsk Podlaski.

## Dane techniczne
| Dane techniczne    | Dane techniczne             |
| ------------------ | --------------------------- |
| Pojemność stadionu | 750 miejsc (750 siedzących) |
| Oświetlenie        |                             |
| Zadaszenie         |                             |
| Podgrzewana murawa |                             |
| Wymiary boiska     | 105 m x 69 m                |